# Azijska zlatna mačka
Azijska zlatna mačka (lat. "Pardofelis temminckii") je zvijer iz porodice "Felidae", koja naseljava istočnu i jugoistočnu Aziju.

## Ugroženost
Ova vrsta je na nižem stupnju opasnosti od izumiranja i smatra se skoro ugroženim taksonom.

## Rasprostranjenje
Areal azijske zlatne mačke obuhvaća veći broj država u Aziji. Vrsta je prisutna u Kini, Indiji, Tajlandu, Laosu, Vijetnamu, Mijanmaru, Maleziji, Indoneziji, Bangladešu, Butanu, Kambodži i Nepalu.

## Izgled
Azijska zlatna mačka snažno je građena, s tipičnim izgledom mačke. Dužina glave i tijela iznosi 66–105 cm, a repa 40–57 cm. Težina varira od 9 do 16 kg, što je oko dva ili tri puta više od domaće mačke.
Dlaka je jedinstvena u boji, ali vrlo promjenjiva u rasponu od crvene do zlatnosmeđe, tamnosmeđe, sive do crne. Prijelazni oblici između različitih nijansi također postoje.

## Stanište
Staništa vrste su: šume, travna vegetacija i brdoviti predjeli.